# Saïd Benarab
Mohamed Saïd Benarab (né le 8 juillet 1919 à Dellys en Algérie française, et mort le 15 septembre 1994 à Limoges en France), également connu sous le nom de Saïd Ben Arab, est un joueur de football franco-algérien qui évoluait au poste de milieu de terrain, avant de devenir ensuite entraîneur.

## Biographie

### Carrière de joueur
Benarab commence sa carrière en Algérie dans le club algérois du Gallia Sports. Il est recruté en 1937 par les Girondins de Bordeaux pour renforcer l'effectif champion de France amateurs la même année. Il y reste deux saisons avant de partir pour l'Olympique de Marseille au début de la Seconde guerre mondiale.
À Marseille, il ne prend part qu'aux entraînements et ne dispute aucune rencontre officielle. Benarab signe alors au FC Sète pour ensuite revenir aux Girondins en 1942. Il dispute la finale de la coupe de France 1942-43, perdue contre son ancien club de l'Olympique de Marseille.
En 1943, il s'engage avec l'Équipe fédérale Bordeaux-Guyenne, club créé de toutes pièces par le régime de Vichy. Il quitte l'Aquitaine pour partir évoluer à l'AS Aixoise, l'AS Avignon puis à l'US Le Mans.
En 1949, il retourne pour la troisième fois à Bordeaux, et remporte le championnat. Il prend sa retraite en 1951 (et reprend brièvement cinq ans le club de l'ASJ Châteaudun pour le poste d'entraîneur-joueur).

## Palmarès
Girondins de Bordeaux
- Championnat de France (1) :
  - Champion : 1949-50.

- Coupe de France :
  - Finaliste : 1942-43.